# Tetraloniella friesei
Tetraloniella friesei är en biart som först beskrevs av Meade-waldo 1914.  Tetraloniella friesei ingår i släktet Tetraloniella och familjen långtungebin. Inga underarter finns listade i Catalogue of Life.